# Celeron
Celeron je obchodní název velkého množství různých x86 mikroprocesorů od společnosti Intel Corporation. Rodina procesorů Celeron je založena na rodině procesorů Pentium, přičemž Celerony jsou v jistých oblastech zjednodušené verze procesorů Pentium.

## Celerony (Desktop)

### Celeron (P6)

#### Covington
První Celeron byl založen na jádře procesoru Pentium II a byl označen kódovým názvem Covington. Pracoval na frekvenci 266 a 300 MHz a neobsahoval žádnou vyrovnávací paměť druhé úrovně (tzv. L2 Cache), čímž dosahoval podstatně horšího výpočetního výkonu než původní procesor, na druhé straně bylo velmi jednoduché přetaktovat ho až na 400 MHz.

#### Mendocino

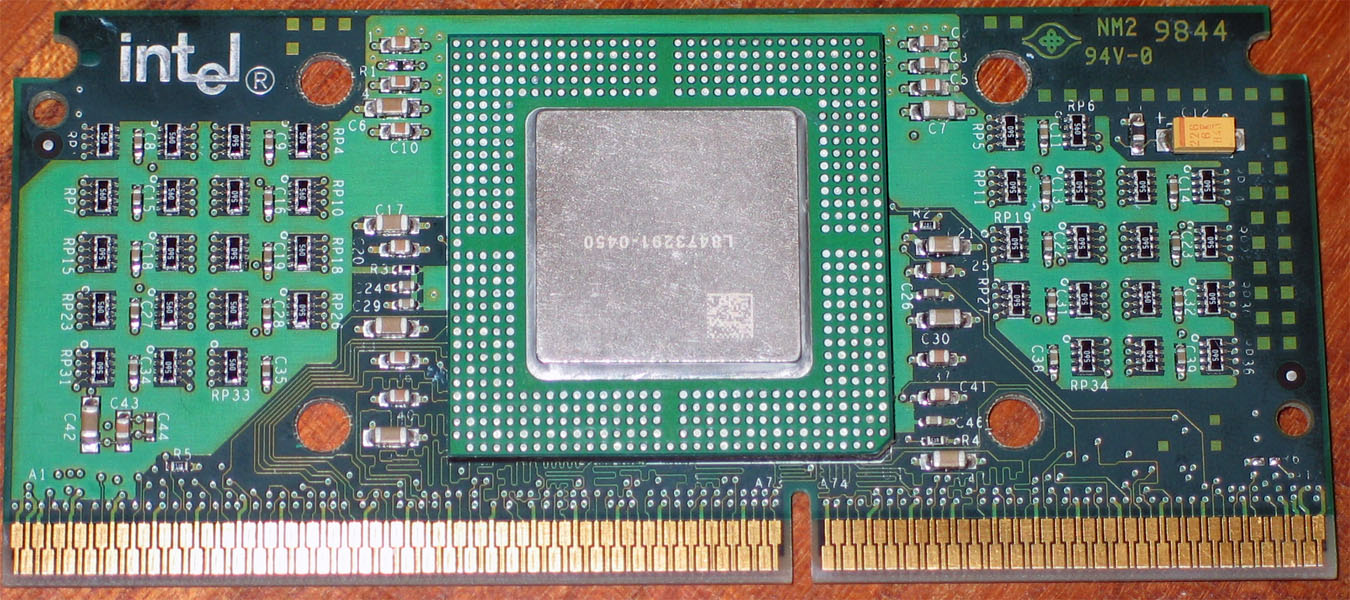
Celeron 300A

Později byl uveden Celeron 300 A s kódovým názvem Mendocino, který disponoval 128 kB L2 Cache, čímž se výrazně zvýšil jeho výpočetní výkon, který už jen nepatrně zaostával za Pentiem II. Vyrovnávací paměť byla umístěna přímo na jádře čipu a běžela na frekvenci jádra, čímž výkon Celeronu A byl v některých aplikacích dokonce vyšší než výkon Pentia II. Tento procesor díky přijatelnému výkonu a velmi dobré ceně úspěšně konkuroval nejen procesorům ostatních firem, ale i samotnému Pentiu II.

#### Coppermine-128

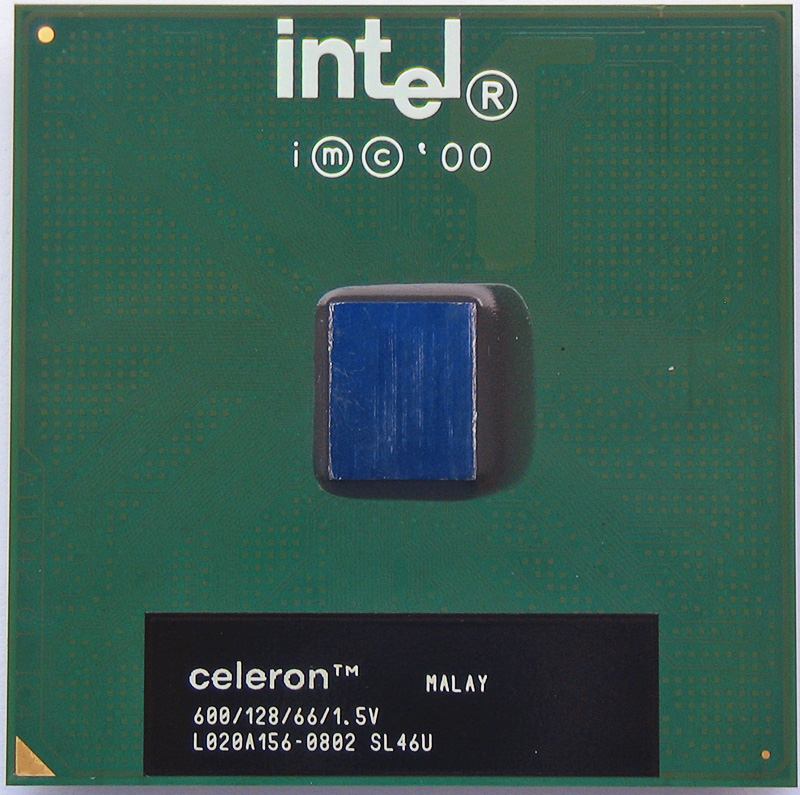
Coppermine-128

Dalším v pořadí byl procesor Coppermine-128, označovaný také jako Celeron II. Byl založený na jádře Pentium III, obsahoval 128 kB L2 Cache a standardně běžel na sběrnici 66 MHz, ale také se dal poměrně snadno přetaktovat právě díky zvýšení frekvence sběrnice. Jeho výhodou byla také podpora instrukcí SSE.

#### Celeron Tualatin
Další sérií Celeronů byly procesory založené na Pentiu III s jádrem Tualatin vyráběné 130 nm technologií. Vyráběly se na frekvencích 0,9 – 1,4 GHz. Běžely na 100 MHz FSB na rozdíl od 133 MHz u Pentia III se stejným jádrem. Velikost L2 Cache byla 256 kB, přičemž Pentium III měl 256 nebo 512 kB. Byly to poslední Celerony s jádrem šesté generace (P6).

### Celeron (NetBurst)

#### Willamete-128
Toto byla první série Celeronů postavená na architektuře Pentia 4 Netburst. Procesory byly vyráběny procesem 180 nm a proti plnohodnotným Pentiím 4 se lišily poloviční vyrovnávací pamětí L2 Cache 128 kB. Vyráběny byly s frekvencemi 1,7 a 1,8 GHz. Procesory byly přes relativně vysoké frekvence málo výkonné, protože malá vyrovnávací paměť potřebám architektury Netburst nestačila.

#### Northwood
Druhá série P4 celeronů se od první lišila pouze výrobním procesem 130 nm a díky tomu vyššími dosahovanými frekvencemi. Prodávány byly procesory s frekvencemi 2,0 až 2,8 GHz. Označení je stejné jako u plnohodnotného Pentia 4.

### Celeron D

#### Celeron D (Prescott-256)
Jde o Celerony založené na 90 nm jádře Prescott s menší vyrovnávací pamětí (256 kB). Vyráběny byly na frekvencích 2,13 až 3,2 GHz. Procesory bylo často možné přetaktovat k frekvencím kolem 4 GHz.

#### Celeron D (Cedar Mill-512)
Tyto Celerony jsou založeny na posledním jádře architektury Pentia 4 Netburst. Prodávají se na frekvencích 2,93 až 3,46 GHz. Mají již větší L2 paměť (512 kB), frekvence sběrnice zůstala na 533 MHz. Jde v podstatě o „zmetky při výrobě“ Pentií 4 6x1. Jádro je vyráběno 65nm technologií a byly známy případy přetaktování modelu 356 (v základu 3,33 GHz) až na 5 GHz.

### Celeron (Core)

#### Celeron řady 400 (Conroe-L)
Celerony řady 400 (modely 420, 430 a 440) obsahují nové jádro architektury Core 2. Tato architektura vychází ze staré dobré P6. Celerony mají 512 kB L2 Cache, frekvence sběrnice pracuje na 800 MHz. Neměly by fungovat na starších základních deskách. Jejich maximální tepelný výkon (TDP) je max. 35 W, z čehož je jasné, že jsou vyráběny 65 nm procesem. Modely mají frekvence od 1,6 do 2,0 GHz, nicméně jsou výkonnější než předchozí Celerony.

#### Celeron E1xxx (Conroe-512)
Dne 20. ledna 2008 uvedla firma Intel první dvoujádrový Celeron. Jde o model E1200, který vychází ze stejného jádra jako modely 4xx. Je vybaven 512 kB L2 Cache (sdílená pro obě jádra), frekvence FSB zůstává na 800 MHz. Jsou vyráběny 65 nm procesem, ale TDP je u nich 65 W. Frekvence procesoru je od 1,6 do 2,2 GHz.

#### Celeron E3xxx (Wolfdale 1M)
8. září 2009 byl uveden další dvoujádrový celeron s označením E3200. Tento vychází z jádra Wolfdale (jde o nejslabší čipy - Wolfdale 1M). Obsahuje 1MB sdílené L2 Cache, FSB i nadále zůstává na 800MHz. Tyto procesory jsou vyráběny 45nm technologií. Tak jako u všech dvoujader s jádrem Wolfdale, je jeho TDP 65W. Jsou uvedeny 4 modely – E3200 (2,4GHz), E3300 (2,5GHz), E3400 (2,6GHz) a E3500 (2,7GHz). Chybí mu multimediální instrukce SSE4.1.

### Celeron (Sandy/Ivy Bridge)

#### Celeron G4xx (Sandy Bridge)
4. září 2011 byly uvedeny Celerony architektury Sandy Bridge. Řada Celeronů G4xx je jednojádrová a bez technologie Hyper Threading, a začíná modelem G440. Cache L3 má velikost 1MB a jeho TDP je 35 W. Procesor pracuje na frekvenci 1,6 GHz a obsahuje také grafiku Intel HD Graphics pracující na frekvenci 650MHz (Turbo 1GHz). Další modely (už s 1,5MB L3 cache) jsou: G460 (1,8GHz), G465 (1,9GHz), G470 (2GHz). Též mu chybí multimediální instrukce a to SSE4.2.

#### Celeron G5xx (Sandy Bridge)
O poznání lépe jsou na tom Celerony řady G5xx, uvedené taktéž 4. září 2011. Stejně jako výše zmíněné Celerony řady G4xx jsou odvozeny od jader Sandy Bridge, modely G5xx jsou však dvoujádrové, a také postrádají technologii Hyper-Threading. Tato řada má čtyři modely, a to G530 (na frekvenci 2,4GHz), G540 (na 2,5GHz), G550 (2,6Ghz) a G555 (2,7GHz). Procesory mají 2MB cache třetí úrovně (L3) a jejich TDP je obvyklých 65 W. V procesorech je též Intel HD Graphics grafika, zde ovšem pracující na základní frekvenci 850 MHz (v turbo módu však opět maximálně 1 GHz). I zde chybí multimediální instrukce – SSE4 a i AVX.

#### Celeron G16xx (Ivy Bridge)
V prvním kvartálu 2013 Intel uvedl Celerony odvozené od jader Ivy Bridge (22nm výrobní technologie). Tyto Celerony jsou všechny se dvěma jádry, taktéž bez technologie HT (Hyper-Threading). L3 cache je opět 2MB. Od předchozí generace se až na detaily a menší výrobní technologii příliš neliší (tzv. dieshrink jádra), zajímavostí je ovšem TDP pouze 55W, čehož je docíleno kromě lepší výrobní technologie zejména menším taktem integrované grafické části (650MHz, o 200MHz méně než u předchozí generace). Poprvé se objevují též Celerony v úsporné verzi (suffix „T“) s TDP 35W, které jsou taktovány níže než stejné procesory bez „T“. Ani tyto procesory se nevyhnuly vypnutí sad instrukcí SSE4 a AVX.

## Mobilní Celerony (Laptop)
Používají se převážně v levnějších noteboocích s nižším výkonem kvůli nižší pracovní frekvenci, menší L2 cache a s dalšími omezeními: u starších modelů není povolena úsporná technologie SpeedStep – procesor pracuje stále na plný výkon a chybí podpora virtualizace (dříve zvaná Vanderpool).